# Bertha Paulssen
Bertha Paulssen (geboren 15. Januar 1891 in Leipzig; gestorben 2. April 1973 in Gettysburg) war eine deutsch-US-amerikanische Sozialarbeiterin.

## Leben
Bertha Paulssen war eine Tochter des Kaufmanns Otto Paulssen und der Ida Heine. Sie besuchte die Büttnersche Höhere Töchter-Schule in Gohlis, dann Realgymnasiumkurse des Allgemeinen Deutschen Frauenvereins und machte 1910 das Abitur an der Petrischule Leipzig. Danach studierte sie bis 1913 Mathematik und Naturwissenschaften in Göttingen und Leipzig und war ein Jahr lang Gaststudentin an einem College in den USA. Sie wurde 1917 bei Wilhelm Wundt am Institut für experimentelle Psychologie der Universität Leipzig promoviert.
Sie arbeitete nach ihrem Studium als Fürsorgerin in Frankfurt am Main, Kiel und Stettin. Auf Anregung von Wilhelm Hertz ging sie 1923 als wissenschaftliche Angestellte nach Hamburg und wurde dort 1926 im Rang einer Regierungsrätin Abteilungsleiterin im Jugendamt der Stadt. Sie beaufsichtigte die staatlichen Mädchenheime und leitete die Gefährdetenfürsorge und war für circa 800 Mitarbeiter verantwortlich. Nebenher nahm sie Lehraufträge am Sozialpädagogischen Institut der Universität Hamburg wahr. Sie engagierte sich im Deutschen Verband der Sozialbeamtinnen und in der Arbeitsgemeinschaft der Berufsverbände der Wohlfahrtspflegerinnen Deutschlands.
Paulssen wurde nach der Machtübergabe an die Nationalsozialisten 1933 entlassen und emigrierte nach England, wo sie sich in London und Birmingham als Sozialarbeiterin durchschlug. 1936 ging sie in die USA. In New York City arbeitete sie als Sozialarbeiterin in der Lower East Side im Henry Street Settlement und erhielt 1938 eine Dozentur am Wagner College, dann eine Beschäftigung am Lutheran Theological Seminary at Gettysburg, 1943 wurde sie die erste Professorin am Muhlenberg College. 1945 erhielt sie eine Professur am Lutheran Theological Seminary at Gettysburg und lehrte bis zu ihrer Emeritierung an der Fakultät für Soziologie und Psychologie.

## Schriften (Auswahl)
- Einfache Reaktionen bei Variation und rhythmischer Gliederung der Vorperiode. Leipzig: Wilhelm Engelmann, 1919
  - Einfache Reaktionen bei Variation und rhythmischer Gliederung der Vorperiode. Archiv für die gesamte Psychologie, 39 (112), S. 149–213
- Erziehungsarbeit an verwahrlosten weiblichen Jugendlichen. Bericht über die 3. Tagung über Psychopathenfürsorge. Berlin 1925
- Freiwillige Fürsorgeerziehung, in: Arbeiterwohlfahrt. 4(1929), H. 7, S. 193–197